# 6390 Hirabayashi
6390 Hirabayashi (1990 BG1) là một tiểu hành tinh vành đai chính được phát hiện ngày 26 tháng 1 năm 1990 bởi Endate, K., Watanabe, K. ở Kitami.